# Minele vechi din Lozari
Minele vechi din Lozari (Anciennes galeries de mines de lozari/Belgodere(site à chauves-souris) în listele Natura 2000) este o arie protejată (sit de importanță comunitară — SCI) din Franța întinsă pe o suprafață de 13 ha, integral pe uscat.

## Localizare
Centrul sitului Anciennes galeries de mines de lozari/Belgodere(site à chauves-souris) este situat la coordonatele 42°37′35″N 9°01′10″E / 42.62639°N 9.01944°E.

## Înființare
Situl Anciennes galeries de mines de lozari/Belgodere(site à chauves-souris) a fost declarat arie specială de conservare în baza directivei 92/43 din 1992 referitoare la conservarea habitatelor naturale și a faunei și florei sălbatice pentru a proteja 5 specii de animale.

## Biodiversitate
Situată în ecoregiunea mediteraneană, aria protejată nu include niciun habitat protejat.
La baza desemnării sitului se află mai multe specii protejate de  mamifere (5): liliac cu aripi lungi (Miniopterus schreibersii), liliac cu picioare lungi (Myotis capaccinii), liliacul mediteranean cu potcoavă (Rhinolophus euryale), liliacul mare cu potcoavă (Rhinolophus ferrumequinum), liliacul mic cu potcoavă (Rhinolophus hipposideros).